# کشتار ۲۳ سنبله ۱۳۷۳
کشتار ۲۳ سنبله، یا همان فاجعه بیست و سه سنبله، کشتاری بود که در ۲۳ سنبله/شهریور سال ۱۳۷۳ خورشیدی در جریان درگیری‌های داخلی گروه‌های مجاهد در کابل افغانستان بر سر کنترل بخش غربی شهر کابل رخ داد. در این درگیری عده‌ای از افراد نظامی و غیرنظامی کشته ‌شدند. آمار جانباختگان این رخداد متفاوت است و از ۲۵۰۰ تا حدود ۶۰۰۰
نفر یاد شده است.